# Ford Fusion
Fusion je povećana verzija Fieste i prodaje se od 2002. godine u Europi i Indiji. Automobil izgleda poput manjeg karavana i monovolumena. Viši je od Fieste, pa je i proistraniji i komforniji. Mnoge recenzije Fusiona su ocijenile jednostavno bespotrebnim.

## Prva generacija
Fusion je sagrađen na Ford Fiesti 5. generacije pa s njom dijeli praktički sve. 2005. godine napravljen je facelift koji je donio nove branike, boje, središnju kontrolu itd.

Motori u Fusionu su 1.25/1.4/1.6 Duratec snage 75/80 i 100 KS i 110/124 i 146 Nm okretnog momenta. I dva dizela, 1.4 i 1.6 snaga 68 i 90 KS i 160 i 204 Nm.

Mjenjači su 5 ručni Ford IB5, Durashift EST (Electronic Shift Transmission) s 5 stupnjeva (sekvencijalni način rada) i klasični 4 automatski.